# 夔州路
夔州路，宋朝时设置的路。
北宋咸平四年（1001年）分峡路置，为川峡四路之一。治所在夔州（治今重庆市奉节县）。辖境相当今四川、重庆两省市万源、达州、垫江、璧山、綦江等市县以东，贵州省遵义、湄潭、镇远等市县以北，湖北省建始、五峰等县以西，并羁縻今贵州省贵阳、都匀、安顺、独山、榕江等市县间诸州。

## 宋代的行政區劃[1]
北宋的夔州路轄州十：夔州、黔州、施州、忠州、萬州、開州、達州、涪州、恭州、珍州。軍三：雲安軍、梁山軍、南平軍。監一：大寧監。縣三十二。南渡後，府三：重慶府、咸淳府、紹慶府。州八：夔州、達州、涪州、萬州、開州、施州、播州、思州。軍三：雲安軍、梁山軍、南平軍。監一：大寧監。

### 夔州[2]
雲安郡，縣二：奉節縣，巫山縣。

### 紹慶府[3]
本黔州，黔中郡，紹定元年，升紹慶府。
- 縣二：彭水縣、黔江縣
- 廢縣四：洪杜縣、洋水縣、都濡縣、信寧縣四縣，嘉祐八年，廢入彭水縣
- 州四十九：南寧州、遠州、犍州、清州、蔣州、知州（矩州、短州[4]）、蠻州、襲州、峩州、邦州、鶴州、勞州、義州、福州、儒州、令州、郝州、普寧州、緣州、那州、鸞州、絲州、邛州、敷州、晃州、侯州、焚州、添州、瑤州、雙城州、訓州、鄉州（卿州[5]）、茂龍州、整州、樂善州、撫水州、思元州、逸州、思州、南平州、勳州、姜州、稜州、鴻州、和武州、暉州、毫州（亮州[6]）、鼓州、懸州

### 施州[7]
清江郡。
- 縣二：清江縣、建始縣
- 監一：廣積監

### 咸淳府[8]
本忠州，南賓郡，
- 縣三：臨江縣、墊江縣（桂溪縣熙寧五年省入）、南賓縣
- 南渡後，增縣二：豐都縣、龍渠縣。

### 萬州[9]
南浦郡
- 縣二：南浦縣、武寧縣
- 開寶三年，以梁山為梁山軍

### 開州[10]
盛山郡
- 縣二：開江縣（慶曆四年廢新浦縣入）、清水縣（舊名萬歲縣）

### 達州[11]
通川郡，本通州。乾德三年改。乾德五年，廢閬英縣、宣漢縣二縣。熙寧六年，省三岡縣；七年，省石鼓縣，分隸通川縣、新寧縣、永睦縣三縣。
- 縣五：通川縣、巴渠縣、永睦縣（隋永穆縣）。新寧縣、東鄉縣
- 南渡後，增縣一：通明縣。

### 涪州[12]
涪陵郡。熙寧三年，廢溫山縣為鎮。
- 縣三：涪陵縣、樂溫縣、武龍縣（宣和元年，改武龍縣為枳縣。紹興元年依舊）

### 重慶府[13]
本恭州，巴郡，舊為渝州。崇寧元年，改恭州，後以高宗潛藩，升為重慶府。舊領萬壽縣，乾德五年廢。雍熙中，又廢南平縣。慶曆八年，以黔州羈縻南州、溱州二州來隸。皇祐五年，以南州置南川縣。熙寧七年，以南川縣隸南平軍。
- 縣三：巴縣、江津縣、壁山縣
- 羈縻州一：溱州，領榮懿縣、扶歡縣二縣，後隸南平軍。

### 雲安軍[14]
開寶六年，以夔州雲安縣建為軍
- 縣一：雲安縣
- 監一：雲安監，熙寧四年，以雲安監戶口析置安義縣。八年，戶還隸雲安縣，復為監。

### 梁山軍[15]
高梁郡
- 縣一：梁山縣。

### 南平軍[16]
- 領縣二：南川縣（熙寧八年，省入隆化。元豐元年復置）、隆化縣
- 溱溪砦，本羈縻溱州，領榮懿縣、扶歡縣二縣；熙寧七年招納，置榮懿等砦，隸恭州，後隸南平軍。大觀二年，別置溱州及溱溪縣、夜郎縣兩縣；宣和二年，廢州及縣，以溱溪砦為名，隸南平軍。

### 大寧監[17]
- 縣一：大昌縣

### 珍州[18]
唐貞觀中開山洞置，大觀二年復建。宣和三年，承州廢，以綏陽縣來隸。
- 縣二：樂源縣、綏陽縣（本羈縻夷州，大觀三年建為承州，領綏陽縣、都上縣、義泉縣、寧夷縣、洋川縣五縣；宣和三年，廢州及都上等縣，以綏陽隸珍州）
- 遵義砦，大觀二年建遵義軍及遵義縣；宣和三年，廢軍及縣，以遵義砦為名，隸珍州

### 思州[19]
縣三：務川縣、安夷縣、邛水縣。宣和四年並廢，隸黔州。紹興二年復。

### 播州[20]
播州，樂源郡。大觀二年建，領播川縣、琅川縣、帶水縣三縣。宣和三年廢。端平三年復播州，三縣仍廢。嘉熙三年復設播州。咸淳末，以珍州來屬。
- 縣一：樂源縣

## 元代的行政區劃
元朝初年废夔州路。至元十五年（1278年）升夔州置。治所在奉节县（今属重庆市）。属四川南道宣慰司。辖境相当今四川、重庆两省市万源、达州、梁平等市县以东和湖北省恩施、利川、建始等市县地。明朝洪武四年（1371年）改为夔州府。